# Nữ có quan hệ tình dục với nữ
Nữ có quan hệ tình dục với nữ hay WSW (tiếng Anh: Women who have sex with women) chỉ những người nữ có hành vi quan hệ tình dục với những người nữ khác cho dù họ có là hay tự nhận là đồng tính luyến ái hoặc song tính luyến ái hay không. Thuật ngữ này được dùng trong các nghiên cứu y học đối với những người nữ thuộc nhóm hành vi này.
Quan hệ giữa nữ với nữ có thể bao gồm tribadism (quan hệ hình hai chiếc kéo, dùng hai bộ phận sinh dục cọ xát vào nhau), cùng thủ dâm, quan hệ đường miệng và dùng công cụ hỗ trợ tình dục để đưa vào âm đạo hay miệng hoặc kích thích âm vật. Nữ có bạn tình là nữ thường có xu hướng có nhiều bạn tình hơn thông thường. Một nghiên cứu của tổ chức Social Organization of Sexuality cho thấy nữ quan hệ với nữ có trung bình 10,1 bạn tình trong khi nữ quan hệ với nam có trung bình 2,2 bạn tình.